# Нитрат таллия(I)
Нитра́т та́ллия(I) (мононитра́т та́ллия, таллонитрат) — неорганическое соединение, соль металла таллия и азотной кислоты с формулой TlNO3, бесцветные кристаллы, хорошо растворимые в воде.

## Получение
- Растворение в разбавленной азотной кислоте таллия:

{\displaystyle {\mathsf {3Tl+4HNO_{3}\ {\xrightarrow {}}\ 3TlNO_{3}+NO\uparrow +2H_{2}O}}}
- или гидроксида таллия(I):

{\displaystyle {\mathsf {TlOH+HNO_{3}\ {\xrightarrow {}}\ TlNO_{3}+H_{2}O}}}

## Физические свойства
Нитрат таллия образует бесцветные кристаллы ромбической сингонии, пространственная группа P bnm, параметры ячейки a = 0,6287 нм, b = 1,231 нм, c = 0,8001 нм, Z = 8. При кристаллизации из водных растворах при температуре выше 143,5 °C образуются кристаллы кубической сингонии, параметры ячейки a = 0,4322 нм, Z = 1.
Хорошо растворяется в воде, причём растворимость резко возрастает при повышении температуры, нерастворим в этиловом спирте. Молярная масса составляет 266,37 г/моль, плотность 5,56 г/см³, плавится при 208 °C.

## Химические свойства
- При нагревании разлагается:

{\displaystyle {\mathsf {4TlNO_{3}\ {\xrightarrow {250-350^{o}C}}\ Tl_{2}O_{3}+Tl_{2}O+4NO_{2}}}}
{\displaystyle {\mathsf {4TlNO_{3}\ {\xrightarrow {>500^{o}C}}\ 2Tl_{2}O+4NO_{2}+O_{2}}}}
{\displaystyle {\mathsf {2TlNO_{3}\ {\xrightarrow {t^{o}C}}\ Tl_{2}O_{3}+NO_{2}+NO}}}
- Вступает в обменные реакции:

{\displaystyle {\mathsf {TlNO_{3}+NaCl\ {\xrightarrow {}}\ TlCl\downarrow +NaNO_{3}}}}
{\displaystyle {\mathsf {2TlNO_{3}+H_{2}S\ {\xrightarrow {}}\ Tl_{2}S\downarrow +2HNO_{3}}}}
- Концентрированной азотной кислотой окисляется до нитрата таллия(III)[3]:

{\displaystyle {\mathsf {TlNO_{3}+4HNO_{3}\ \xrightarrow {} \ Tl(NO_{3})_{3}+2NO_{2}+2H_{2}O}}}

## Применение
Применяется в электронной микроскопии для окрашивания препаратов с целью повышения контрастности изображения. В аналитической химии для проведения анализов металлов, в частности золота, урана, платины и других, также может использоваться для проведения анализа на наличие иода в присутствии хлора.

## Токсичность
Нитрат таллия(I) ядовит, при попадании в организм происходит поражение желудочно-кишечного тракта, почек и центральной нервной системы.